# Сантьяго, Тесси
Тесси Сантьяго (англ. Tessie Santiago; род. 10 августа 1975, Майами, Флорида) — американская актриса кубинского происхождения.

## Ранние годы
Тесси Мария Сантьяго родилась в Майами. Её родители, бабушки и дедушки эмигрировали из Кубы в начале 1960-х годов. Отец — музыкант, мать — администратор в университете. Её дед был скульптором, а бабушка — художницей. У Тесси есть младший брат и сестра.
В 1993 году она окончила среднюю школу Корал Парк в Майами. В 1999 году выпустилась из Университета Майами.
30 декабря 2013 года Сантьяго вышла замуж за актёра театра, кино и телевидения Карлоса Бернарда. Бернард старше своей жены на 13 лет.

## Карьера
Дебютировала в кино в 1999 году. С 2000 по 2001 год снималась в главной роли в сериале «Королева мечей». В 2001 году была номинирована на премию «ALMA» в категории «Лучшая актриса драматического сериала» за роль в сериале «Королева мечей», а также заняла 50 место в списке «Hot 100 Women of 2001» журнала Maxim. С 2002 по 2003 год снималась в сериале «Доброе утро, Майами». В 2005 году сыграла в нескольких эпизодах сериала «Секреты на кухне». В 2009 году Тесси получила главную роль в фильме «Клетка 2».

## Фильмография
| Год       |     | Русское название           | Оригинальное название                    | Роль                   |
| --------- | --- | -------------------------- | ---------------------------------------- | ---------------------- |
| 1999      | кор | Ты и я                     | You and Me                               | Энджи                  |
| 2000—2001 | с   | Королева мечей             | Queen of Swords                          | Мария Тереза Альварадо |
| 2001      | тф  | Кстати она двигается       | The Way She Moves                        | Кристина               |
| 2002—2003 | с   | Доброе утро, Майами        | Good Morning, Miami                      | Люсия Рохас-Кляйн      |
| 2003      | тф  | Старая школа               | Old School                               | Дебора                 |
| 2004      | с   | Умерь свой энтузиазм       | Curb Your Enthusiasm                     | горничная              |
| 2005      | с   | Секреты на кухне           | Kitchen Confidential                     | Донна, официантка      |
| 2006      | с   | Разум Менсиа               | Mind of Mencia                           | Кармелита              |
| 2006      | ф   | Путь домой                 | The Way Back Home                        | Сара Маршалл           |
| 2006      | с   | Один на один               | One on One                               | Ханна                  |
| 2006      | тф  | Взлом                      | Break-In                                 | Джоани                 |
| 2009      | в   | Клетка 2                   | The Cell 2                               | Майя                   |
| 2009      | тф  | Одно жаркое лето           | One Hot Summer                           | Анабель Агилера        |
| 2009      | тф  | Желай                      | The Wishing Well                         | Рейчел                 |
| 2010      | с   | Двадцать шесть миль        | Twentysixmiles                           | Дженнифер Колдерон     |
| 2010      | ф   | Замаскированный ангел      | Angel Camouflaged                        | Дездемона              |
| 2010      | с   | Дорогой доктор             | Royal Pains                              | Донна                  |
| 2012      | с   | Втайне от родителей        | The Secret Life of the American Teenager | женщина                |
| 2014      | тф  | Тронутый                   | Touched                                  | Мария Лютер            |
| 2014      | тф  | Мама и папа старшекурсники | Mom and Dad Undergrads                   | Амара                  |
| 2015      | с   | Особо тяжкие преступления  | Major Crimes                             | миссис Райли           |
| 2016      | с   | Белла и Бульдоги           | Bella and the Bulldogs                   | Люпита де ал Роза      |
| 2016      | тф  | Убийства чирлидеров        | The Cheerleader Murders                  | Джейн                  |
| 2017—2019 | с   | Пэйдж и Фрэнки             | Bizaardvark                              | Джина Олвейра          |
| 2017      | с   | Скандал                    | Scandal                                  | Луна Варгас            |
| 2017      | ф   | Дьявольский шепот          | Devil's Whisper                          | Люсия                  |
| 2017      | тф  |                            | Drink Slay Love                          | мама                   |
| 2021      | ф   |                            | Church People                            | Дженнифер              |

## Награды и номинации
| Год  | Награда                        | Категория                             | Работа            | Результат |
| ---- | ------------------------------ | ------------------------------------- | ----------------- | --------- |
| 2001 | ALMA                           | Лучшая актриса драматического сериала | Королева мечей    | Номинация |
| 2017 | FANtastic Horror Film Festival | Лучшая актриса второго плана          | Дьявольский шепот | Номинация |